# 清理三种人
清理“三种人”，是文化大革命结束后，中国共产党党内进行拨乱反正和人事调整的一项政治运动。三种人指的是：追隨林彪江青反革命集团造反起家的人、帮派思想严重的人、打砸抢分子。主持这场运动的为反对文化大革命的一派，以邓小平、陈云、胡耀邦为主，目的是防止改革开放的方针被“文革遗留分子”翻案。

## 经过
1980年8月18日，邓小平在题为《党和国家领导制度的改革》的讲话中，明确提出：
|  | 跟随林彪、江青一伙造反起家的人，帮派思想严重的人，打砸抢分子，绝对不能提上来，一个也不能提上来，已经在领导岗位上的，必须坚决撤下去。如果不提高警惕，让他们占据领导岗位，重新耍两面派，扎根串连，隐蔽下来，即使是少数人，也可能给我们带来无法预料的祸害。 |

1981年5月8日，陈云出具《提拔中青年干部是当务之急》：“‘文革’中提拔过一些‘头上长角、身上长刺’的青年人。当时提拔这样的青年人到高级领导岗位的实践已经证明，这是一个痛苦的教训。”“必须说清楚，现在我们所要提拔的中青年干部，绝对不是要提拔那种‘头上长角、身上长刺’的青年干部。”6月8日，陈云出具《关于老干部离休、退休问题座谈会纪要》，着手进行党内人事改革与新老交替。7月2日，陈云在省级党委书记座谈会上，以王洪文为例，指出必须对中青年干部的提拔进行选择。1982年7月3日，陈云在中共中央政治局扩大会议上重申，并首次提出：
|  | 在提拔中青年干部时，必须对“三种人”保持警惕，决不能提拔造反派起家的人、帮派思想严重的人、打砸抢分子，对这些人一个也不能提拔，必须坚决撤下来。 |

1982年9月6日，陈云在中共十二大上发言，强调要警惕“三种人”：
|  | 在“文化大革命”期间跟随林彪、江青一伙造反起家的人，帮派思想严重的人，打砸抢分子，这“三种人”一个也不能提拔，已经提拔的，必须坚决从领导班子中清除出去。为什么一个也不能提拔呢？因为这“三种人”如果进到领导班子中，若干年后，到了气候适宜的时候，他们就会跳出来兴风作浪，再次危害国家，危害人民。 |

1982年12月30日，中共中央发出《关于清理领导班子中“三种人”问题的通知》（中发(82)55号），开始清理三种人。1983年，陈云在中共十二届二中全会重申。
从文革结束后开始，在揭批查运动、“两案”（林彪、江青反革命集团案）审理、清查打砸抢分子过程中，全国立案审查了48万多人，其中2万多人被判处徒刑。经“两案”审理定为犯严重错误的有1.45万人。清理打砸抢分子中定为打砸抢分子的近1.16万人，定为犯严重错误的近3.5万人。以上共处理8万多人，实际上都是“三种人”和“文革”犯严重错误的人。在处理“文革”期间突击入党人员中，全国审查了39万多名党员，其中3万多人被取消党籍或清除出党。经过以上几次清理，截至1983年冬“整党”开始前，因“文革”问题而受到各种处理的人员共21万人。
1983年10月，中央十二届二中全会通过《中共中央关于整党的决定》，开始历时三年半的整党。《决定》把清理“三种人”作为新时期整党的一项重要内容。决定指出，对“三种人”除经过长期考验，证明确已悔改者外，原则上要开除出党。11月16日，中共中央转发《邓小平同志关于如何划分和清理“三种人”的谈话》，谈话认为：“老干部在‘文化大革命’中说了违心的话，做了违心的事，不能叫‘三种人’。”
1984年7月31日，中共中央发出《关于清理“三种人”的补充通知》。
各級黨組織隨即由1983至1984年間開始，相繼組織核查屬地的所謂「三種人」，將不合規的黨員開除以「排除隱患」:“重點是清查混進領導班子，要害部門和第三梯隊的「三種人」及在「文革」中造反積極，幹了壞事，造成嚴重後果，現在年紀較輕隱藏下來對黨危害大的人以及幕後操縱的人。”
按照中共中央的要求，各級黨組織還要對運動的對象繼續管教，以防止他們有派系聯繫或其他「反黨活動」。
1987年5月26日，薄一波在全国整党工作总结会议上报告说，在整党前已进行的几次清查共处理了40万人的基础上，这次整党中，全国（不包括广西壮族自治区）共清理出“三种人”5,449名，“犯有严重错误的人”43,074名；广西共清理出严重违法乱纪分子27,919名，“犯有严重违法乱纪错误的人”13,154名；通过党员登记和组织处理，对一批有严重问题和不合格的党员进行了处理，开除党籍的共有33,896人，不予登记的共有90,069人，缓期登记的共有145,456人，受留党察看、撤销职务、严重警告、警告等党纪处分的共有184,071人。:332-333

## 其他
1983年2月，陈楚三的信、孔丹和董志雄的信被送到陈云处。陈楚三的信认为，红卫兵要一分为二，清华四一四派就是好的。孔丹、董志雄的信认为，“文革”初期的“老红卫兵”，如北京的“西纠”、“东纠”、“一司”，不应被作为“三种人”清理。陈云批示：
|  | 我建议将此信和陈楚三的材料均印发政治局、书记处，并加发整党指导委员会和中组部。孔丹同志的意见是对的，有关部门应当研究。这些红卫兵不属于“三种人”，其中好的还应是第三梯队的选拔对象。清理“三种人”是一场政治斗争，要防止有人将水搅浑。像陈楚三这样的人要特别警惕，绝不能让他们混进第三梯队，但也要给出路。 |

1983年4月23日，中共中央下发《关于“文化大革命”期间高等院校学生造反组织重要头头记录在案工作的意见》。阎淮《进出中组部》称，此后，李锐向秘书口述电话稿，让部办公厅通知北京组织部，并转发全国各大学——“文革初期保守的老红卫兵不是造反派，其头头不属于记录在案范围。”阎淮《进出中组部》称：其私下向清華領導交底：“老人家們”此舉專為“整治”批鬥他們的造反派，豈能拿自己子弟開刀！成立青幹局一個重要的目的就是要對付造反派紅衛兵。
另在1987年5月，薄一波於全國整黨工作總結會上發言提到：
|  | 從全黨來說清理「三種人」的工作還沒有完，不能和整黨同步結束。組織部門要繼續管起來，隨時發現，隨時認真查處，不可留下隱患。 |